# Lijst van oorlogsmonumenten in Schiedam
De Nederlandse gemeente Schiedam heeft 4 oorlogsmonumenten. Hieronder een overzicht.
| Nr.                             | Object                                     | Herdachte groep                                                       | Ontwerper                     | Onthulling       | Type            | Locatie                                              | Plaats   | Coördinaten                   | Foto                                   |
| ------------------------------- | ------------------------------------------ | --------------------------------------------------------------------- | ----------------------------- | ---------------- | --------------- | ---------------------------------------------------- | -------- | ----------------------------- | -------------------------------------- |
| 298                             | Gedenkteken voor 32 Schiedammers           | militairen in dienst van het Ned. Kon. na 1945                        | Ella van de Ven (10-09-1945)  | 24 november 2001 | plaquette       | Begraafplaats De Beukenhof Burg. van Haarenlaan 1450 | Schiedam | 51° 54' 55" NB, 4° 22' 32" OL | Meer afbeeldingen                      |
| 1176                            | Bevrijdingsmonument                        | algemeen, allen                                                       | Jan van Luijn (1916-1995)     | 4 mei 1955       | beeld/sculptuur | Gerrit Verboonstraat, 3111 AA                        | Schiedam | 51° 54' 49" NB, 4° 24' 4" OL  | Meer afbeeldingen                      |
| 1178                            | Bevrijdingsmonument in het Julianapark     | algemeen, allen                                                       | Pieter Starreveld (1911-1989) | 1950             | beeld/sculptuur | Burg. Knappertlaan, 3116 BA                          | Schiedam | 51° 54' 40" NB, 4° 23' 18" OL | Bevrijdingsmonument in het Julianapark |
| 3860                            | plaquette in het politiebureau             | burgerslachtoffers                                                    |                               |                  | plaquette       | Blijdorperplein 1, 3118 JE                           | Schiedam | 51° 55' 24" NB, 4° 22' 55" OL |                                        |
|                                 | Verzetsmonument Sociëteit De Vrijheid 1945 | verzet Nederland                                                      |                               |                  | culptuur        | Julianapark, Burg. Knappertlaan                      | Schiedam | 51° 54' 55" NB, 4° 22' 32" OL |                                        |
|                                 | Gedenkteken omgekomen zeelieden Javazee    | omgekomen zeelieden van de Koninklijke Marine, woonachtig in Schiedam |                               |                  | plaquette       | Begraafplaats De Beukenhof Burg. van Haarenlaan 1450 | Schiedam | 51° 54' 55" NB, 4° 22' 32" OL |                                        |
|                                 | 11 Nederlandse Oorlogsgraven               | militairen in dienst van het Ned. Kon. 1940-1945                      |                               |                  | grafmonument    | Begraafplaats De Beukenhof Burg. van Haarenlaan 1450 | Schiedam | 51° 54' 55" NB, 4° 22' 32" OL |                                        |
| Dit oorlogsmonument op Wikidata | Stolpersteine                              | Vervolgden Nederland. Rijswijkse Joodse oorlogsslachtoffers           | Gunter Demnig                 |                  | reliëf          | Zie Lijst van Stolpersteine in Schiedam              | Schiedam |                               | Meer afbeeldingen                      |

Alblasserdam ·
Albrandswaard ·
Alphen aan den Rijn ·
Barendrecht ·
Bodegraven-Reeuwijk ·
Capelle aan den IJssel ·
Delft ·
Den Haag ·
Dordrecht ·
Goeree-Overflakkee ·
Gorinchem ·
Gouda ·
Hardinxveld-Giessendam ·
Hendrik-Ido-Ambacht ·
Hillegom ·
Hoeksche Waard ·
Kaag en Braassem ·
Katwijk ·
Krimpen aan den IJssel ·
Krimpenerwaard ·
Lansingerland ·
Leiden ·
Leiderdorp ·
Leidschendam-Voorburg ·
Lisse ·
Maassluis ·
Midden-Delfland ·
Molenlanden ·
Nieuwkoop ·
Nissewaard ·
Noordwijk ·
Oegstgeest ·
Papendrecht ·
Pijnacker-Nootdorp ·
Ridderkerk ·
Rijswijk ·
Rotterdam ·
Schiedam ·
Sliedrecht ·
Teylingen ·
Vlaardingen ·
Voorne aan Zee ·
Voorschoten ·
Waddinxveen ·
Wassenaar ·
Westland ·
Zoetermeer ·
Zoeterwoude ·
Zuidplas ·
Zwijndrecht